# Домус де Мария
До̀мус де Марѝя (на италиански и на сардински: Domus de Maria) е село и община в Южна Италия, провинция Южна Сардиния, автономен регион и остров Сардиния. Разположено е на 66 m надморска височина. Населението на общината е 1676 души (към 2012 г.).